# Kepatihan (Menganti)
Kepatihan is een bestuurslaag in het regentschap Gresik van de provincie Oost-Java, Indonesië. Kepatihan telt 9190 inwoners (volkstelling 2010).